# Ngarmchit Purachatra
Ngarmchit Purachatra na Ayudhya, även känd som prinsessan Prem Purachatra, född Ngarmchit Sarasas 7 juni 1915, död 18 oktober 1983, var en thailändsk prinsessa och aktivist.  
Hon var dotter till generalen och ministern Long Sundananda och Sawat Asavananda. Hon gifte sig 1940 med prins Prem Purachatra (död 1981). Paret adopterade en son. 
Hon studerade i Frankrike, då hennes far var diplomat i Paris. Hon blev efter sitt giftermål verksam inom Röda Korset, Young Women's Christian Association (YWCA) och socialt arbete för kvinnor och barn. Hon var 1946–1968 redaktör för makens tidning Standard, en tidning för en internationell publik intresserad av Thailand. Hon var ordförande för National Council of Women of Thailand 1959, och grundade Thailands avdelning av SOS Barnbyar 1970.
Hon var ordförande för International Council of Women 1976–1979. 